# Stichting tot Instandhouding van Molens in de Alblasserwaard en de Vijfheerenlanden
De Stichting tot Instandhouding van Molens in de  Alblasserwaard en de Vijfheerenlanden (kortweg SIMAV) is een molenstichting die als doel het in stand houden van de windmolens en het gebied van de Alblasserwaard en de Vijfheerenlanden heeft. Een aantal burgemeesters zag dat de molens uit het landschap verdwenen. Ze waren overbodig geworden nadat elektrische gemalen werden gebouwd om de polders te bemalen. De molens raakten daarna snel in verval en werden tot woonhuis verbouwd of gesloopt. Om hieraan een eind te maken werd de SIMAV op 10 maart 1956 opgericht. In 1957 bezat de SIMAV vijf molens. In 2008 is dat aantal gegroeid tot 28 molens, te weten 26 poldermolens en 2 korenmolens. Daarnaast heeft de stichting ook een weidemolen in beheer.
Van de vijf molens die in 1957 in beheer van de SIMAV kwamen, gingen de Hoge Tiendwegse Molen en de Sluismolen in 1961 resp. 1979 alsnog door brand verloren.

## Herinrichting rond de Streefkerkse molens
De stichting heeft plannen de situatie rond de molens in Streefkerk te veranderen, zodat de situatie meer lijkt op die van vroeger, toen de molens nog hun functie vervulden. Een onderdeel van dit plan is herbouw van de Sluismolen. Het plan is gebruik te maken van een bestaande onderbouw van een voormalige wipmolen die op dit moment als woonhuis elders in gebruik is.

## Molens in bezit van de SIMAV
| Naam molen           | Plaats                       | Gemeente               | Type molen  | Kenmerken          | In bezit sinds |
| Kortlandse Molen     | Alblasserdam                 | Alblasserdam           | poldermolen | ronde stenen molen | 1986           |
| Bonkmolen            | Lexmond                      | Vijfheerenlanden       | poldermolen | wipmolen           | 1972           |
| Jan van Arkel        | Arkel                        | Molenlanden            | korenmolen  | stellingmolen      | 1991           |
| Vlietmolen           | Lexmond                      | Vijfheerenlanden       | poldermolen | wipmolen           | 1972           |
| Tiendwegse Molen     | Giessendam/Neder-Hardinxveld | Hardinxveld-Giessendam | poldermolen | wipmolen           | 1968           |
| Stijve Molen         | Meerkerk                     | Vijfheerenlanden       | poldermolen | wipmolen           | 1972           |
| Goudriaanse Molen    | Goudriaan                    | Molenlanden            | poldermolen | houten achtkant    | 2000           |
| Kerkmolen            | Molenaarsgraaf               | Molenlanden            | poldermolen | ronde stenen molen | 1987           |
| Gelkenes Molen       | Groot-Ammers                 | Molenlanden            | poldermolen | wipmolen           | 1966           |
| De Middelmolen       | Molenaarsgraaf               | Molenlanden            | poldermolen | wipmolen           | 1968           |
| Graaflandse Molen    | Groot-Ammers                 | Molenlanden            | poldermolen | wipmolen           | 1965           |
| Boterslootse Molen   | Noordeloos                   | Molenlanden            | poldermolen | wipmolen           | 1991           |
| Achtkante Molen      | Groot-Ammers                 | Molenlanden            | poldermolen | houten achtkant    | 1965           |
| De Peilmolen         | Oud-Alblas                   | Molenlanden            | poldermolen | ronde stenen molen | 1968           |
| Achterlandse Molen   | Groot-Ammers                 | Molenlanden            | poldermolen | wipmolen           | 1969           |
| Kooijwijkse Molen    | Oud-Alblas                   | Molenlanden            | poldermolen | ronde stenen molen | 1986           |
| Oude Weteringmolen   | Streefkerk                   | Molenlanden            | poldermolen | wipmolen           | 1957           |
| Oudendijkse Molen    | Hoornaar                     | Molenlanden            | poldermolen | wipmolen           | 1970           |
| Achtkante Molen      | Streefkerk                   | Molenlanden            | poldermolen | houten achtkant    | 1957           |
| Scheiwijkse Molen    | Hoornaar                     | Molenlanden            | poldermolen | wipmolen           | 1974           |
| Kleine Molen         | Streefkerk                   | Molenlanden            | poldermolen | wipmolen           | 1957           |
| De Westermolen       | Langerak                     | Molenlanden            | poldermolen | wipmolen           | 1977           |
| Korenmolen De Liefde | Streefkerk                   | Molenlanden            | korenmolen  | stellingmolen      | onbekend       |
| Ter Leede            | Leerdam                      | Vijfheerenlanden       | poldermolen | wipmolen           | 1985           |
| Hoekmolen            | Hei- en Boeicop              | Vijfheerenlanden       | poldermolen | wipmolen           | 2008           |
| Hofwegensemolen      | Bleskensgraaf                | Molenlanden            | poldermolen | wipmolen           | 2008           |
| Broekmolen           | Streefkerk                   | Molenlanden            | poldermolen | wipmolen           | 2008           |
| Wingerdse Molen      | Bleskensgraaf                | Molenlanden            | poldermolen | wipmolen           | 2008           |

Naast deze molens bezit de SIMAV ook een roedeloods nabij de Gelkenes Molen, waarin vroeger enkele roeden werden bewaard om na een breuk snel weer te kunnen malen. Verder heeft de stichting de fundering van enkele niet meer bestaande molens in bezit, waaronder die van de Sluismolen.